# Westslawen

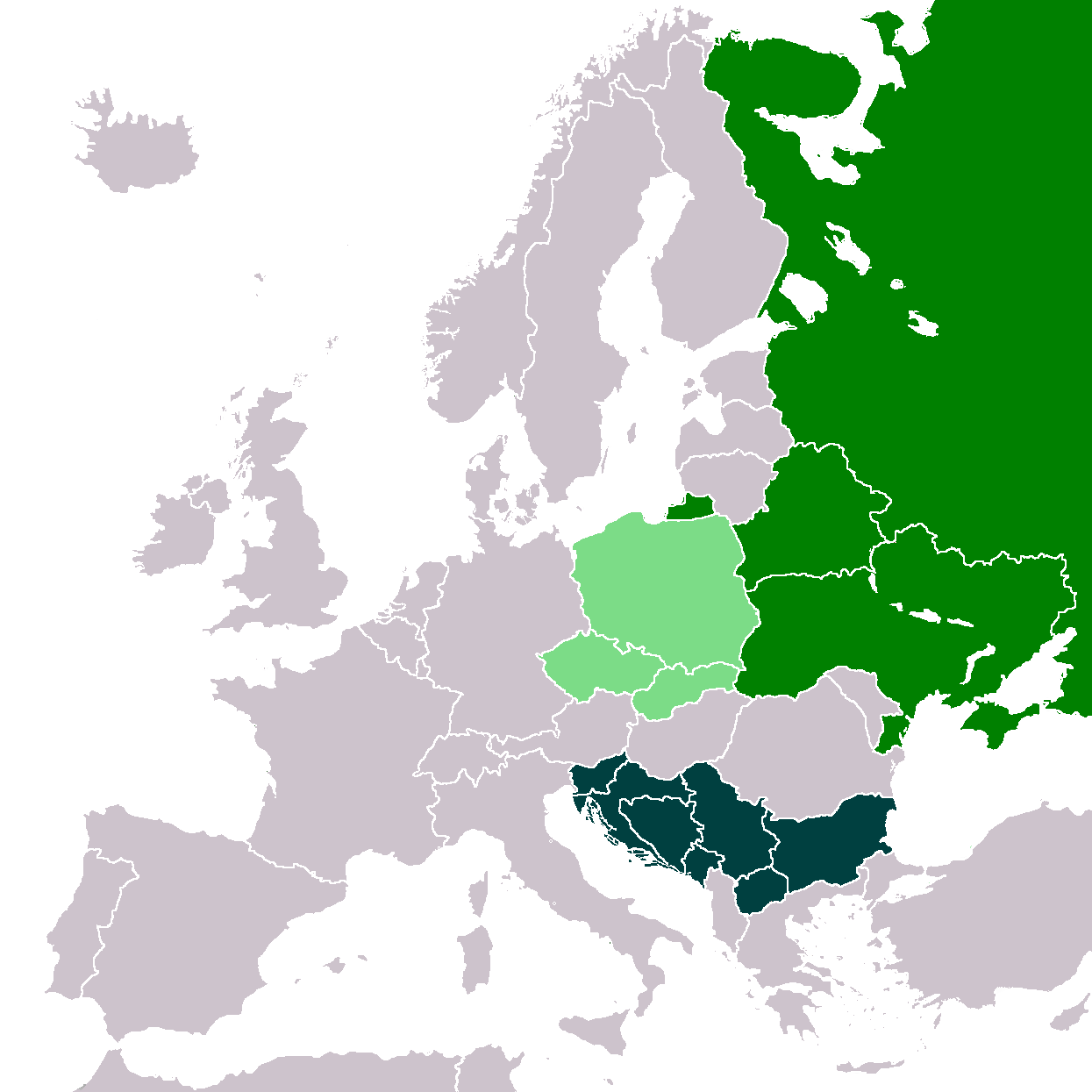
Staaten mit mehrheitlich slawisch sprechender Bevölkerung.
Ostslawen
Westslawen
Südslawen

Als Westslawen werden zusammenfassend jene slawischen Völker bezeichnet, die bis ins frühe Mittelalter in den Gebieten zwischen den Flüssen Elbe und Saale im Westen, den Prypjatsümpfen im Osten, der Ostsee im Norden sowie der Theißebene im Süden siedelten.
Durch den Einfall der Magyaren in die Theißebene im 10. Jahrhundert wurden sie räumlich von den Gebieten der Südslawen abgetrennt. Die Trennung zu den Ostslawen erfolgte ab dem 9. Jahrhundert während der Christianisierung. Anders als bei den byzantinisch geprägten Ostslawen erfolgte die Christianisierung der Westslawen über römisch-katholische Missionare. Bei der Beschreibung der westslawischen Siedlungsstrukturen verwenden die lateinischen Quellen den Begriff „Civitas“, dessen genaue Bedeutung in diesem Zusammenhang aber nicht völlig geklärt ist (siehe Civitas (Slawen)).
Zu den Westslawen zählen folgende heute noch existierende Ethnien mit jeweils eigenen Sprachen:
- Kaschuben
- Polen
- Slowaken
- Sorben
- Tschechen

Darüber hinaus existieren weitere Volksgruppen, die eigene Dialekte und kulturelle Besonderheiten entwickelt haben:
- Choden
- Goralen
- Masuren
- Mährer
- Schlesier

Nicht mehr existierende westslawische Ethnien oder Volksgruppen sind:
- Abodriten
  - Bethenzer
  - Heveller
  - Kessiner
  - Linonen
  - Polaben
  - Redarier
  - Smeldinger
  - Tollensanen
  - Travnjanen
  - Wagrier
  - Warnower
  - Zirzipanen
- Nisaner
- Daleminzier
- Goplanen
- Lendizen
- Liutizen
- Masowier
- Milzener
- Morawer
- Opolanen
- Polanen
- Pomoranen
- Ranen
- Retschanen
- Slensanen
- Slowinzen
- Stodoranen
- Ukranen
- Wilzen
- Wislanen